# 毛枝青冈
毛枝青冈（学名：Cyclobalanopsis helferiana）为壳斗科青冈属下的一个种。